# Luis do Carvalhal
Luis do Carvalhal (em espanhol Luis de Carabajal y de la Cueva ) (Mogadouro c. 1537 - Cidade do México, 13 de fevereiro de 1591) foi governador da província de Nova Leão no actual México, foi o primeiro europeu a entrar no Texas vindo do México através do Rio Grande.
Foi oficial da Coroa Espanhola, a quem foi agraciado uma grande faixa de território na Nova Espanha, conhecida como Nuevo Reino de León, em 1579.
Nasceu em Mogadouro, Portugal, por volta de 1537, mas foi criado no Reino de Leão, Espanha, na casa do Conde de Benavente, um amigo do rei Filipe I (de Portugal), que nomeou Carvalhal governador e concedeu-lhe outros privilégios
com base em serviços à coroa.
O território concedido a Carvalhal incluía algumas partes no sul que haviam sido colonizadas por outros espanhóis que se recusaram a aceitar os termos desta concessão

processando Carvalhal perante o mais alto tribunal da Nova Espanha.
As ações foram decididas em favor de Carvalhal, mas Álvaro Manrique de Zúñiga, marquês de Villamanrique,
vice-rei da Nova Espanha, ordenou a sua prisão em 1588, acusando Carvalhal de escravizar índios.
Carvalhal foi processado por várias acusações pela Inquisição na Cidade do México,
mas apenas a acusação de esconder que os seus parentes praticavam secretamente o judaísmo foi mantida.
Condenado ao exílio, morreu na prisão do tribunal, um ano depois.

## Antecedentes
Luís do Carvalhal nasceu por volta de 1537 em Mogadouro, Portugal, filho de Gaspar do Carvalhal e Catarina de Leão,
descendentes de marranos (judeus convertidos).

Quando tinha oito anos, a sua família levou-o para Benavente, na Espanha.
Ali foi colocado, provavelmente como pajem, na casa do Conde de Benavente, onde aprendeu os modos e a língua de um fidalgo espanhol.
Aí viveu até que o seu tio materno, Duarte de Leão, um abastado empresário português, o enviou para as ilhas de Cabo Verde.
Lá, Carvalhal aprendeu sobre navegação, contabilidade e provavelmente teve formação militar.
Em 1560, D. Sebastião, rei de Portugal, nomeou-o tesoureiro do património do falecido.

Em 1564, Carvalhal deixou Cabo Verde e foi para Sevilha, onde se casou com Guiomar Nunes, mais tarde conhecida como Guitar de Ribera,
a filha mais velha de Miguel Nunes, um comerciante português na ilha de S. Domingo, agente no comércio de escravos.
Quando Carvalhal se casou, o seu sogro estava envolvido com o transporte de trigo, um negócio lucrativo naquela época.
Ingressou na empresa durante dois anos, mas abandonou-a, porque tinha planos mais ambiciosos.

## Primeira estadia na Nova Espanha
Em 1567, Carvalhal partiu para a Nova Espanha no seu próprio navio como almirante de uma frota mercante que partia das Ilhas Canárias.
Ao chegar a Veracruz, comprou uma fazenda de gado perto de Tampico, e instalou-se naquela aldeia, tornando-se seu prefeito no ano seguinte.

No final de 1568, Carvalhal capturou 78 ingleses abandonados na costa de Tamaulipas por John Hawkins,
que havia perdido alguns dos seus navios numa batalha com a frota espanhola em Veracruz.

Em 1572, o vice-rei Martín Enríquez de Almanza nomeou Carvalhal como capitão, enviando-o para abrir uma estrada pelas montanhas entre Pánuco e Mazapil.
Esta longa expedição resultou na descoberta, por Carvalhal, de um desfiladeiro que lhe permitiu atingir o seu objetivo e descobrir as terras que mais tarde viriam a ser o Novo Reino de Leão.

Depois de concluída a expedição, Carvalhal foi enviado para castigar bandos de indígenas hostis na foz do Río Bravo (Rio Grande)
e afirmou ter punido os nativos responsáveis pelo massacre de 400 náufragos de três navios naufragados na costa.
Durante essa campanha, cruzou o Rio Grande, entrando no território que hoje é o Texas .
Tendo obtido reputação na luta contra os índios, o vice-rei Enríquez de Almanza encarregou-o em 1575 de se juntar ao capitão Francisco de Puga para pacificar uma grande área a norte da Cidade do México,
centrada em Xalpa (atual Jalpan de Serra, Queretaro ).

As tribos indígenas conhecidas coletivamente como Chichimecas tinham destruído missões católicas na área.
Carvalhal, usando mão de obra indígena, construiu um forte e assentou um grande número de índios "pacificados" perto do forte (uma política conhecida como reduções).
No entanto, as vitórias que obteve não duraram, pois os índios locais, os Pames, logo retomaram a guerra.
Durante este período, Carvalhal manteve negócios no comércio de escravos e cochonilha.

## Regresso a Espanha e audiência real
Em 1578, após obter o aval do vice-rei, e tendo desejo de receber do rei um cargo oficial importante, regressou a Espanha.
Após longas negociações no Conselho das Indias, em 31 de maio de 1579 conseguiu obter o cargo desejado, sendo-lhe atribuído um vasto território que se chamaria Nuevo Reino de León.
De sul a norte, o território estendia-se de Tampico até um pouco abaixo da atual Dallas (Texas), com largura semelhante, que se estendia de leste a oeste.
Entre os privilégios concedidos pelo rei a Carvalhal, estava o de poder recrutar na Espanha até 100 homens,
sessenta dos quais deveriam ser casados, para serem os primeiros colonizadores de seu novo reino.
Por causa das limitações de tempo, o rei ordenou que a exigência de que cada um apresentasse prova de ser um cristão-velho fosse dispensada.

Esta não foi a única vez que o rei fez isso, mas resultou no recrutamento de vários cristãos-novos, incluindo a irmã, Francisca do Carvalhal, e sua família,
todos os quais mais tarde foram encontrados praticando secretamente o judaísmo e foram queimados pela Inquisição Espanhola na Cidade do México.
Carvalhal foi também instruído a civilizar, pacificar e cristianizar os índios do seu domínio, e proibido de escravizá-los, "uma injunção a que ele nunca obedeceu" nas palavras de um ensaísta mexicano.

## Segunda estadia na Nova Espanha
Em 1580, regressou à Nova Espanha, tendo-lhe Filipe I concedido o título de governador e capitão-geral com a missão de "descobrir, pacificar e colonizar" uma nova província na Nova Espanha, a 200 léguas para o interior do porto de Tampico .
Os que foram recrutados por Carvalhal na Espanha e em Portugal foram transportados para o Novo Mundo num navio, uma urca, de propriedade da Carvalhal, batizada "La Urca de Panuco". Essa urca deixou Sevilha em 10 de junho de 1580 e chegou a Tampico em 24 de agosto do mesmo ano. No mês de outubro seguinte, ele foi à Cidade do México para apresentar suas credenciais ao novo vice-rei, o conde da Corunha.
Em consideração à nomeação como governador, Carvalhal comprometeu-se a colonizar o território às suas próprias custas, podendo reembolsar-se com as receitas. Sua jurisdição original era compreender um território mal definido, começando no porto de Tampico, estendendo-se ao longo do rio Pánuco, e daí virando para o norte; mas não deveria exceder 200 léguas de qualquer maneira. Parece ter incluído Tamaulipas, bem como os estados de Nuevo León e Coahuila, e partes de San Luis Potosí, Zacatecas, Durango, Chihuahua e Texas.
Por volta do final de 1581, Carvajal começou a colonizar as partes menos conhecidas de seu território, fundando várias aldeias, conforme exigido no acordo com o rei. Em 10 de dezembro de 1581, fundou a Villa de la Cueva de León, já não existente, e em abril de 1582 fundou, como cidade, Ciudad de León, hoje Cerralvo. Mais ou menos na mesma época, ordenou que o seu capitão Gaspar Castanho de Sousa fundasse a Villa de San Luis, hoje Monterrey, hoje capital do estado mexicano de Nuevo León. Castanho de Sousa também é conhecido como o líder da primeira tentativa de estabelecer um assentamento espanhol no Novo México. A tentativa falhou e Castanho de Sousa foi preso e punido pelas autoridades espanholas por sua expedição não autorizada.
O território concedido a Carvalhal por Filipe I incluía terras reclamadas por outros espanhóis que viviam na Nova Espanha. Esses processaram Carvalhal na Audiencia de México. Durando mais de três anos essas ações judiciais foram decididas em favor de Carvalhal. Mas os litigantes não desistiram. Aproveitando-se da chegada de um novo vice-rei, argumentaram que Carvalhal estava escravizando índios pacificados.

## Prisão e julgamento
No final de 1588, Carvalhal foi preso em Almadén (atual Monclova ), com o pretexto de que teria estabelecido uma base para redes esclavagistas.

Levado para a Cidade do México, foi preso.
As autoridades espanholas argumentaram que Carvalhal usava "mais de sessenta soldados" como exército pessoal, e que fazia fortuna com o esclavagismo indígena

(dois sucessivos vice-reis promovendo a paz com os Chichimecas reprimiram atividades esclavagistas.)

Outras acusações também foram feitas contra Carvalhal, argumentando que os ancestrais de Carvalhal eram cristãos-novos,
o que contradizia as leis de "pureza de sangue" exigidas para obter permissão para se estabelecer na Nova Espanha.
Isso foi suficiente para que Carvalhal fosse transferido para as prisões da Inquisição.
Das várias acusações que contra ele tenham sido mencionadas inicialmente (incluindo a de escravizar nativos), apenas a acusação de encobrir o judaísmo praticante da sua irmã e filhos permaneceu.
Foi condenado a um exílio de seis anos num auto-de-fé realizado em 24 de fevereiro de 1590 na Cidade do México.
No entanto, antes que a sentença fosse executada, ele foi enviado de volta à prisão do Tribunal.
Tendo sido torturado e deixado para morrer
,
faleceu em 13 de fevereiro de 1591.